# Rittenské přírodní pyramidy

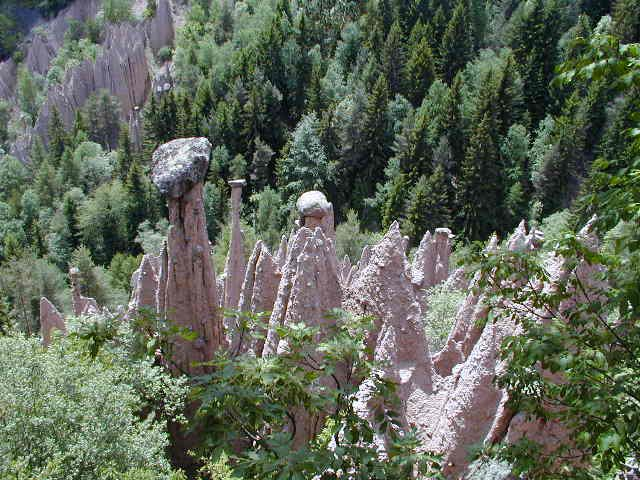

Rittenské přírodní pyramidy nebo také Rittenské zemské pyramidy (německy Erdpyramiden am Ritten, původně německy Lahntürme, italsky piramidi di terra di Renon) je přírodní památka, kterou tvoří pyramidy, až 30 m vysoké jílové sloupy s kamennými klobouky. Nachází se mezi vesnicemi Lengmoss a Mittelberg v obci Ritten v autonomní provincii Bolzano v Tridentsku-Horní Adiži severní Itálii.

## Skladba pyramid
Jílovitá hlína pyramid pochází z Eisacktalského ledovce a ostatních okolních ledovců. Sloupy vznikly zvětráváním strmých svahů a čím výše se nacházel v době jejich vzniku kámen tvořící klobouk pyramidy, tím vyšší a mohutnější pyramida vznikla. V suchém počasí je materiál sloupů tvrdý, ale při dešti měkne a sloup, který ztratí vrcholový kámen se rychle rozpadne.

## Podobné útvary
V oblasti se nachází také Plattenské přírodní pyramidy a další podobné útvary menšího rozsahu.